# ساری-مغول (شهرستان آلای)
ساری-مغول (به لاتین: Sary-Mogol) یک روستا در قرقیزستان است که در استان اوش واقع شده‌است. ساری-مغول ۵٬۲۱۵ نفر جمعیت دارد و ۲٬۹۸۰ متر بالاتر از سطح دریا واقع شده‌است.